# Bitwa pod Klekotowem

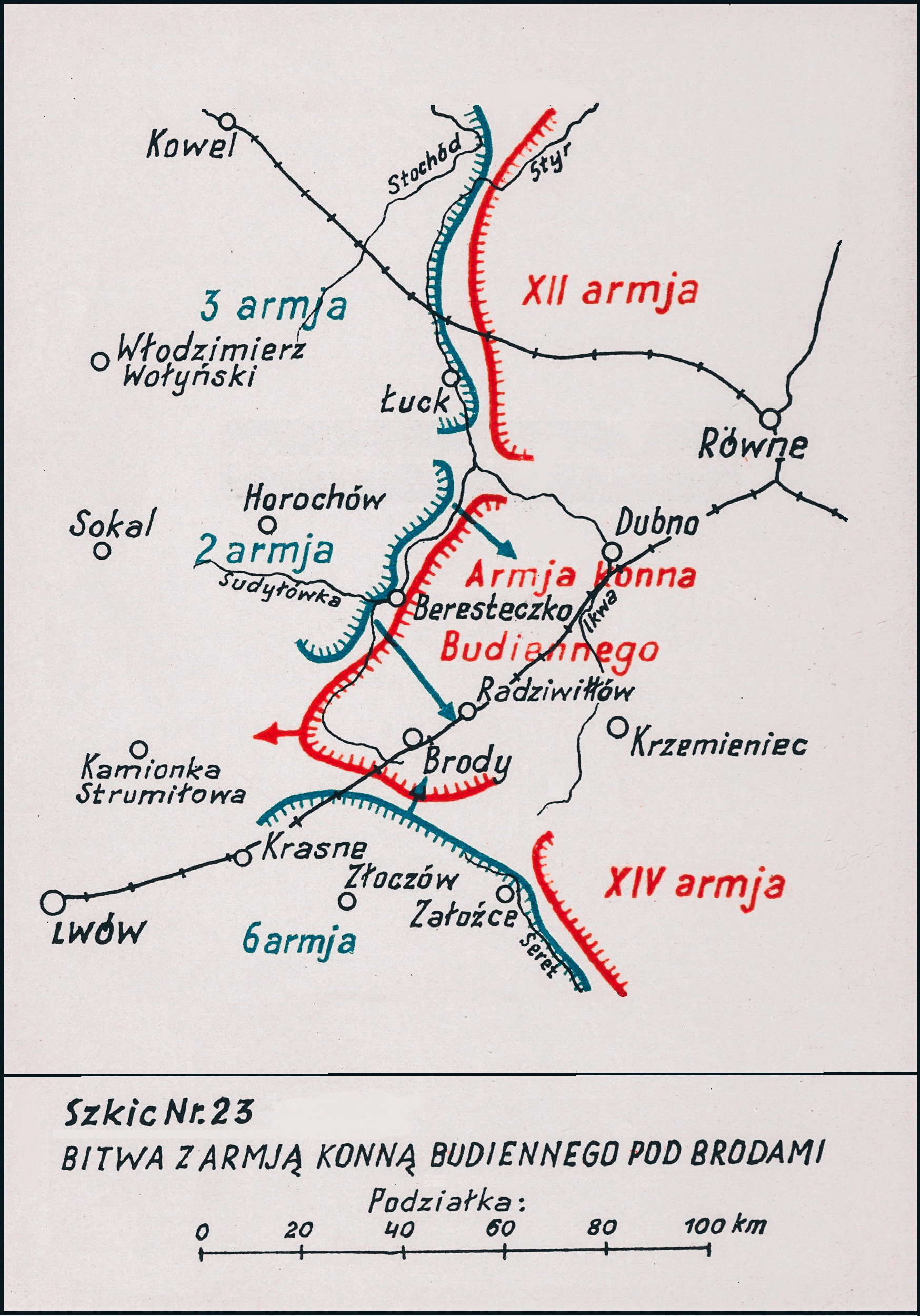
Adam Przybylski
Wojna polska 1918–1921

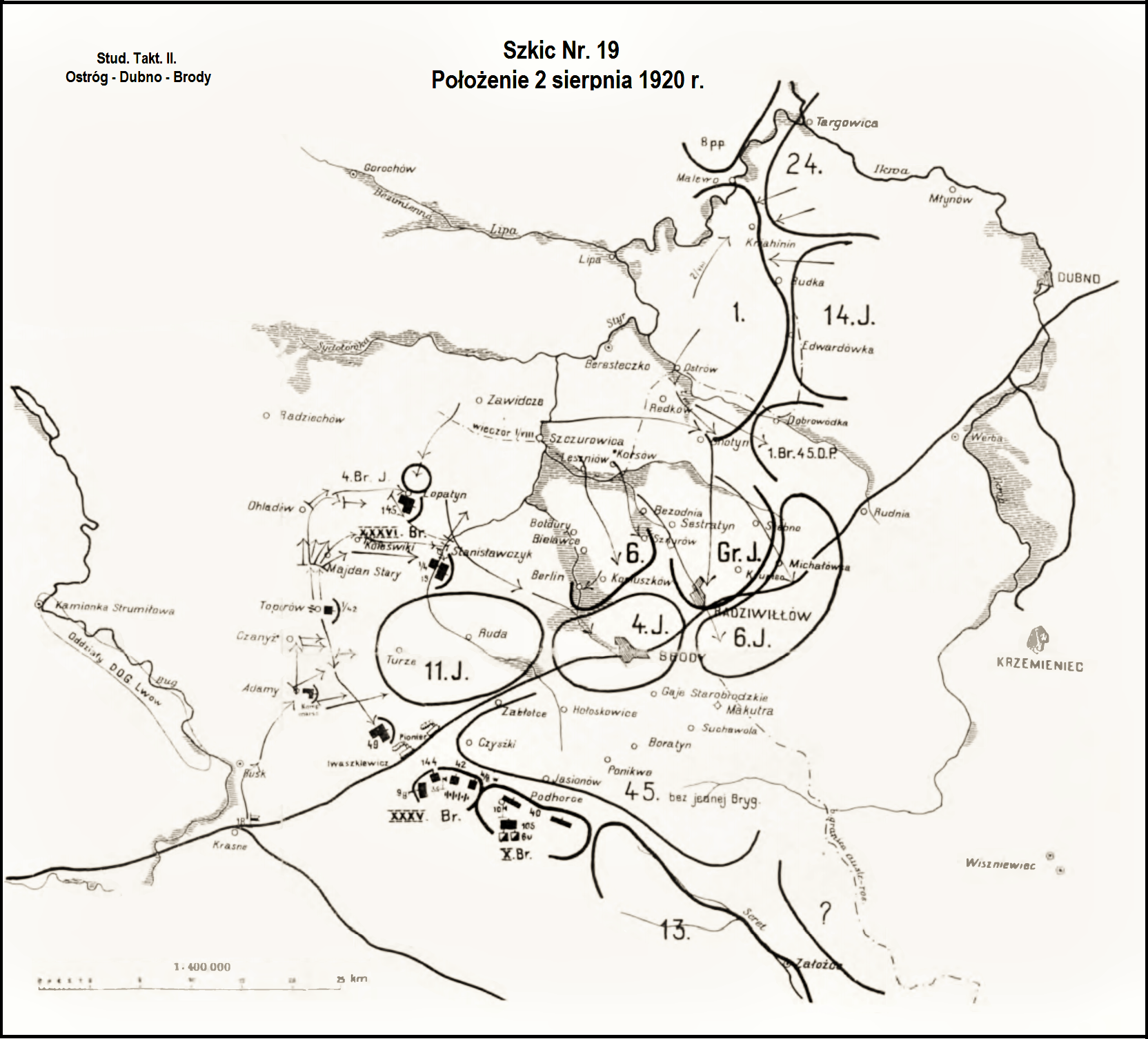
Franciszek Arciszewski
Ostróg – Dubno – Brody. Walki 18 Dywizji Piechoty z konną armją Budiennego

Bitwa pod Klekotowem – część bitwy pod Brodami i Beresteczkiem. Walki polskiej 2 Dywizji Jazdy Władysława Okszy-Orzechowskiego z sowiecką 4 Dywizją Kawalerii Fiodora Letunowa toczone w okresie ofensywy Frontu Południowo-Zachodniego w czasie wojny polsko-bolszewickiej.

## Geneza
W końcu lipca Naczelne Dowództwo Wojska Polskiego planowało uderzenie na prawe skrzydło nacierających wojsk Michaiła Tuchaczewskiego. Do przeprowadzenia operacji zamierzano użyć także jednostek ściągniętych z Frontu Południowo-Wschodniego generała Edwarda Rydza-Śmigłego.
Warunkiem sukcesu było wcześniejsze pobicie 1 Armii Konnej Siemiona Budionnego. Zadanie to miała wykonać 2 Armia gen. Kazimierza Raszewskiego w składzie 1 Dywizja Piechoty Legionów, 6 Dywizja Piechoty, XI Brygada Piechoty oraz Grupa Operacyjna Jazdy gen. Jana Sawickiego i samodzielna 4 Brygada Jazdy. Plan zakładał uderzenie z północnego zachodu Grupy Operacyjnej Jazdy i 6 Dywizji Piechoty w kierunku na Brody - Radziwiłłów. Współdziałająca z 2 Armią grupa gen. Franciszka Krajowskiego ze składu 6 Armii miała wiązać część sił konarmii Budionnego na południowym zachodzie.
W tym czasie dowódca sowieckiego Frontu Południowo-Zachodniego Aleksander Jegorow nakazał 1 Armii Konnej Budionnego zdobyć Lwów. Jej dywizje wdarły się w słabo obsadzoną lukę między 2 i 6 Armią, sforsowały Styr, a 4. i 11 Dywizja Kawalerii nacierały w kierunku na Kamionkę Strumiłową. Północne skrzydło 1 Armii Konnej osłaniała walcząca pod Łuckiem 24 Dywizja Strzelców, a południowe 45 Dywizja Strzelców. Natarcie 2 Armii miało rozpocząć się 29 lipca, ale do tego dnia oddziały nie zakończyły koncentracji sił. O wyznaczonej porze ruszyły tylko skrzydła 2 Armii.
Po pięciu dniach bitwy w rejonie Beresteczka i Brodów szala zwycięstwa zaczęła przechylać się na stronę polską. 1 Armii Konnej Siemiona Budionnego groziło otoczenie w rejonie Brodów. Pierścień okrążenia od wschodu miała zamknąć Grupa Operacyjna Jazdy generała Jana Sawickiego. Upadek Brześcia zmusił jednak Naczelne dowództwo Wojska Polskiego do przerwania bitwy.

## Walki pod Klekotowem
3 sierpnia dowódca Grupy Operacyjnej Jazdy gen. Jan Sawicki otrzymał rozkaz od dowódcy 2 Armii gen. Kazimierza Raszewskiego, nakazujący mu odwrót nad Styr i obsadzenie odcinka frontu od Hucisk do Merwy. W związku z nowymi rozkazami, 2 Dywizja Jazdy płk. Władysława Okszy-Orzechowskiego w składzie 5 pułk ułanów, 2 pułk szwoleżerów i 1 bateria 5 dywizjonu artylerii rozpoczęła marsz w kierunku na Klekotów - Bielowce. W awangardzie szedł 5 pułk ułanów ppłk. Konstantego Obidzińskiego.
Z powodu pośpiechu w organizowaniu działań, nie wydano rozkazów na piśmie, a dowódcy pułków nie byli zorientowani w aktualnej sytuacji na froncie. Przed Klekotowem kolumna dywizja wjechała na groblę okoloną z obu stron bagnami Słonówki. Dużą przeszkodą w zachowaniu założonego tempa marszu okazał się uszkodzony most pod Klekotowem. Gdy większość 5 pułku ułanów pokonała most, a pozostałe oddziały tłoczyły się na grobli, na południe od Klekotowa zaobserwowano dwa szwadrony sowieckiej 4 Dywizji Kawalerii Fiodora Letunowa. Dowódca polskiej dywizji płk Orzechowski nakazał natychmiastowy atak. Spieszone 1 i 3 szwadron 5 pułku ułanów obsadziły zachodni i południowo-zachodni skraj Klekotowa, a 1 bateria 5 dywizjonu artylerii konnej zajęła stanowiska obok cerkwi. Polska artyleria ogniem na wprost powstrzymała przygotowującego się do ataku nieprzyjaciela, a wykorzystując zamieszanie w szeregach czerwonoarmistów, polscy ułani ruszyli do szarży. Wykonana niewielkimi siłami szarża załamała się, a powrót rozproszonego 2/5 pułku ułanów spowodował panikę w taborze i wśród koniowodnych. Zamieszanie spotęgował celny ogień sowieckiej artylerii. Koniowodni przemieszali się z taborami, a wozy i konie grzęzły na bagnistych brzegach Słonówki. Także artylerzyści, porzucając działa, wycofywali się w stronę rzeki. Do odwrotu przystąpiły także szwadrony broniące Klekotowa i kolumna sztabu 2 Dywizji Jazdy.
Jedynie 2 pułk szwoleżerów pod dowództwem rtm. Rudolfa Ruppa zachował zdolność do działań. Pułk przeprawił się przez feralny mostek i rozpoczął szarżę. Szybkość i precyzja przeprowadzonego ataku zaskoczyły kozaków, a ogień ich artylerii i broni maszynowej nie spowodował wśród atakujących prawie żadnych strat. Szwoleżerowie dotarli do drogi Sznyrowa - Dorocin i wyrąbali tam obsługę dwóch dział i sześciu taczanek. Próby wyprowadzenia przez Sowietów kontrataku na prawe skrzydło szwoleżerów nie powiodły się. Dowódca pułku rtm. Rupp zdołał zawrócić swych szwoleżerów, którzy pod Klekotowem stanęli w szyku bojowym, gotowi do dalszych działań. Przeciwnik przerwał walkę i wycofał się w kierunku Brodów.

## Bilans walk
Bitwa pod Klekotowem w zasadzie zakończyła się klęską 2 Dywizji Jazdy, dowodzonej przez płk. Władysława Okszę-Orzechowskiego. Jedynie brawurowa szarża 2 pułku szwoleżerów ocaliła przed całkowitym rozbiciem oddziały 2 Dywizji Jazdy, w tym jej sztab. Straty polskie to 34 poległych i rannych oraz utracone 4 działa 1/5 dywizjonu artylerii konnej.
Przebieg walk, w tym działania i decyzje poszczególnych dowódców, były w II Rzeczypospolitej przedmiotem badań, prowadzonych między innymi przez Najwyższą Komisję Opiniującą.